# Ona Galdikaitė
Ona Galdikaitė cunoscută și sub numele de Sesuo Marija Augustinos (sora Maria Augustina) (n. 17 septembrie 1898, Mosėdis⁠(d), Skuodas District Municipality⁠(d), Lituania – d. 9 februarie 1990, Kaunas, Lituania) a fost o poetă, călugăriță și dizidentă lituaniană. Ea a fost fondatoarea Congregației Franciscane a Ordinului Surorilor Inimii Divine a lui Iisus.

## Biografie
Ona Galdikaitė s-a născut la 17 septembrie 1898 în satul Giršinai, în apropiere de Mosėdis, în Regiunea Skuodas din Lituania. A fost fiica lui Felikso Galdikas, nepoata arhiepiscopului Pranciškus Karevičius⁠(lt)[traduceți] și sora pictorului, Adomas Galdikas. Ona Galdikaitė a studiat la Saulės Gymnasium⁠(lt)[traduceți] la Kaunas și, după ce a terminat pregătirea școlară pregătitoare în 1919, și-a continuat studiile în Germania. A studiat la Universitatea din Münster începând cu anul 1920 -cursuri de pedagogie, filozofie și teologie- până în 1921. În anul următor (1922), Ona Galdikaitė s-a alăturat Ordinului Surorilor Franciscane ale Pocăinței și Iubirii Creștine din ordinului franciscan secular și a luat numele Sesuo Marija Augustinos (sora Maria Augustina). Unchiul ei, aflat într-o călătorie la Roma, a venit la mănăstire și și-a prezentat argumente pentru ca ea să stabilească un ordin franciscan în Lituania. Mănăstirea a trimis-o pe mama superioară Chryzolą și pe sora Adelheit, care au fost anterioare misionare în Africa, împreună cu sora Maria Augustina ca traducătoare în 1924 pentru a cerceta la fața locului dacă întemeierea unui ordin era posibilă. Ele au ajuns la concluzia că, datorită războiului, nu existau fonduri suficiente și sunt puține oportunități și astfel s-au întors în Germania. Aici sora Maria Augustina s-a întors la școală, a absolvit Universitatea din Münster și a continuat studiile la Cologne.

## Carieră
În 1928, unchiul ei a convins-o din nou pe sora Maria Augustina să încerce să fondeze o mănăstire în Lituania. În 1929, Placidos Paulikauskaitės și-a donat ferma sa din satul Padvariai din districtul Kretinga în scopul stabilirii ordinului. Ferma conținea aproximativ 43 de hectare de teren stâncos și avea o casă veche abandonată, o stupină și cinci colibe cu acoperiș în care surorile au putut trăi. Ea a consacrat o capelă temporară și a întemeiat Congregația Franciscană a Ordinului Surorilor Inimii Divine a lui Iisus. Ea și celelalte surori s-au ocupat de fermă și au început să-i ajute pe săraci. În 1930, au primit permisiunea de a face mănăstirea permanentă, de a-și depune jurămintele și au primit aprobarea canonică a congregației. La 11 aprilie 1930, sora Maria Augustina, ca șefă a ordinului, și Hannah Grigaitytė (sora Leandra) și-au depus jurămintele de castitate și au acceptat șapte postulante (candidate). Surorile au deschis o școală pentru copii, au oferit adăpost pentru bătrâne și orfani și au început să producă veșminte clericale și, până în 1932, au terminat o mănăstire din lemn cu două etaje. În 1933, au cumpărat o a doua structură în Kaunas, care a fost consacrată de arhiepiscopul Karevičius și au înființat un internat Montessori. Șase surori au rămas la fermă și douăsprezece surori au condus internatul.  
În 1946, Republica Sovietică Socialistă Lituaniană a preluat ferma și mănăstirea și toate surorile s-au mutat pe proprietatea din Kaunas. În secret, călugărițele au continuat să lucreze la biserică, catehizând copii și adulții, săvârșind sacramente pentru bolnavi, de asemenea au continuat să scrie literatură religioasă. În 1949, sora Sora Maria Augustina a fost arestată, ținută la Kaunas, apoi trimisă la Kretinga și, în final, la Vilnius, unde a fost condamnată la zece ani de închisoare. A fost trimisă în lagărul de concentrare de la Abezė, lângă Inta, în Republica Komi din Rusia și după cinci ani a primit amnistie. La eliberare, s-a întors la surorile din Kaunas și a continuat lucrările lor. Între 1977 și 1990, sora Mary Augustina a participat la mișcarea literară subterană, scriind poezii sub pseudonimul „Vynmedžio Šakelė” (cu sensul de tulpină de viță de vie), poezii care au fost publicate în Žurnalą Rūpintojėlis. De asemenea, a tradus lucrări teologice din surse franceze, germane și poloneze în limba lituaniană.  Sora Maria Augustina a murit la 9 februarie 1990 la  Kaunas. În 1998, ordinul pe care l-a fondat avea 40 de membri permanenți, 4 laici și un noviciat. O carte de rugăciuni tipărită în 1998 conține multe dintre poeziile și imnurile sale.

## Legături externe
- Ona Galdikaitė, kretvb.lt

## Vezi și
- Listă de scriitori lituanieni